# Драгашани
Драгашани (рум. Drăgăşani) град је у у средишњем делу Румуније, у историјској покрајини Влашка. Драгашани је други по важности град у округу Валча.
Драгашани према последњем попису из 2002. године има 20.798 становника.

## Географија
Град Драгашани налази се у северном делу покрајине Влашке, на око 160 m надморске висине. Град лежи на реци Олт, подно Карпата. Од седишта државе, Букурешта, Драгашани је удаљен око 210 km западно.

## Становништво
У односу на попис из 2002, број становника на попису из 2011. се смањио.
| 1966.  | 1977.  | 1992.  | 2002.  | 2011.  |
| ------ | ------ | ------ | ------ | ------ |
| 11.589 | 15.647 | 22.126 | 22.499 | 17.871 |

Румуни чине већину становништва Драгашанија, а од мањина присутни су само Роми.

## Занимљивости
Драгашани су место познати по виноградима и по производњи вина.